# Tabanus antennarum
Tabanus antennarum är en tvåvingeart som först beskrevs av Krober 1936.  Tabanus antennarum ingår i släktet Tabanus och familjen bromsar.
Artens utbredningsområde är Paraguay. Inga underarter finns listade i Catalogue of Life.